# Kámoš na pořád
Kámoš na pořád (anglický název: Date and Switch) je americký hraný film z roku 2014, který režíroval Chris Nelson. Ve filmové komedii se dva středoškoláci snaží přijít o panictví.

## Děj
Michael a Matty spolu kamarádí již deset let a jsou spolužáky na střední škole. Hrají společně v amatérské kapele. Jako panici se dohodnou, že do maturitního plesu budou mít oba sex. Situace se ovšem změní, kdy Matty oznámí Michaelovi, že je gay. Michael je zmatený a víc ještě z toho, že Mattyho bývalá přítelkyně Em tuto skutečnost bere zcela s nadhledem. Michael se přesto snaží trochu neohrabaně Mattyho s někým seznámit. Jejich přátelství dostane povážlivé trhliny ve chvíli, kdy se Michael zamiluje do Em a Matty se zamiluje do Grega, se kterým se Michael popral a nesnáší ho. Nakonec se Michael a Matty opět udobří.

## Obsazení
| Nicholas Braun    | Michael        |
| Hunter Cope       | Matty          |
| Dakota Johnsonová | Em             |
| Nick Offerman     | Michaelův otec |
| Gary Cole         | Mattův otec    |
| Megan Mullally    | Mattova matka  |
| Sarah Hyland      | Ava            |
| Brian Geraghty    | Lars           |
| Zach Cregger      | Greg           |
| Adam DiMarco      | Jared          |
| Aziz Ansari       | Marcus         |